# Юстиц, Альфред
Альфред Юстиц (чеш. Alfréd Justitz; 19 июля 1879[…], Нова-Церекев[…] — 9 февраля 1934[…], Братислава) — чешский художник, график и иллюстратор, а также кинолог.

## Жизнь и творчество
Альфред Юстиц родился в семье врача, был одним из трёх сыновей. Первое знакомство с мастерством живописи у Альфреда произошло в Йиглаве, где он познакомился с художником Романом Гавелкой и его работами. Изучал архитектуру в Чешском высшем техническом училище в Праге у профессора Яна Котеры. Перевелся в Академию изобразительных искусств, где обучался у аксимиллиана Пирнера и Франца Тиле. Позднее учился и работал в Германии: в Карлсруэ у профессора Людвига Шмидт-Ройте и в Берлине — у профессора Вильгельма Трюбнера. В 1910 году Юстиц приезжает в Париж, где знакомится с творениями Сезанна, Дерена, Домье и других ведущих французских мастеров.
В 1928 году Юстиц вступает в художественный союз SVU Mánes. Кроме занятий живописью, художник также увлекался графическим творчествои, был талантливым иллюстратором (например, его рисунки к роману Виктора Гюго «Собор Парижской богоматери»). Автор многих художественных плакатов.
Альфред Юстиц был также страстным любителем собак, авторитетным кинологом, знатоком и пропагандистом знаний о собаках, в частности породы немецкий боксёр. Чешским кинологическим обществом Юстицу было доверено ведение племенных книг этой породы.
Художник скончался в Братиславе после продолжительной болезни. Прах его в урне был доставлен в родной городок Нова-Церекев и там захоронен на еврейском кладбище. Вскоре рядом была похоронена и супруга Альфреда Юстица, через год покончившая жизнь самоубийством.

## Галерея

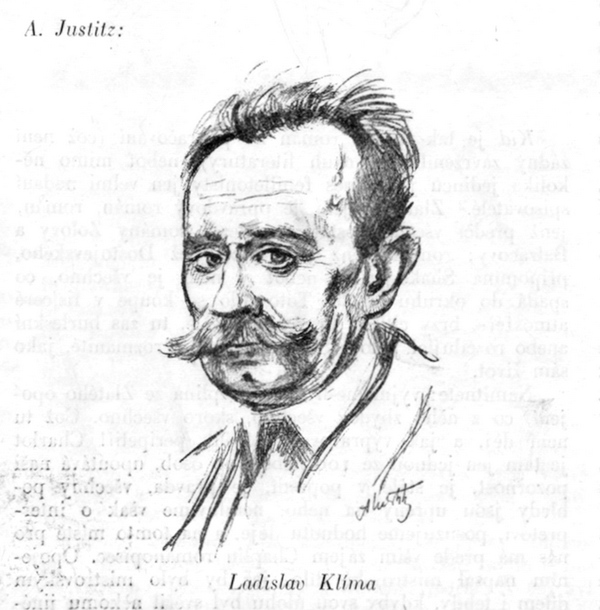
Портрет Ладислава Климы (1926).
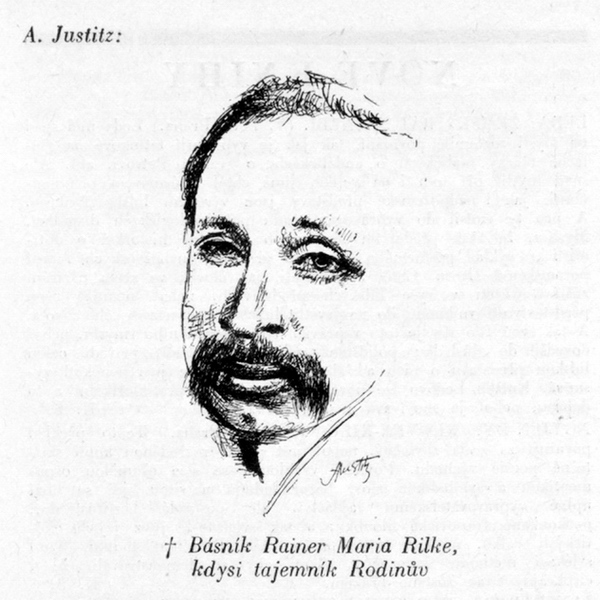
Портрет Райнера Мария Рильке (1926).
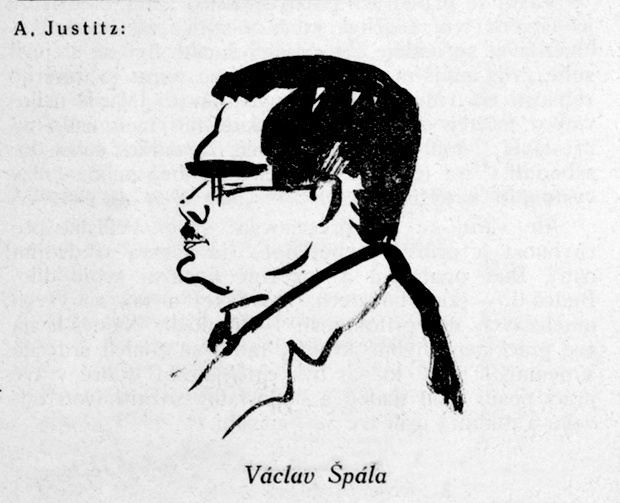
Портрет художника Вацлава Шпалы (1926).